# Dixon (Új-Mexikó)
Dixon statisztikai település az Amerikai Egyesült Államok Új-Mexikó államában, Rio Arriba megyében. Lakosainak száma 938 fő (2020. április 1.).

## Népesség
A település népességének változása:

| 2010 | 926 |
| 2020 | 938 |